# パームベイ (フロリダ州)
パームベイ（英: Palm Bay）は、アメリカ合衆国フロリダ州のブレバード郡にある都市。人口は11万9760人（2020年）で、郡内最大である。広域では、パームベイ・メルボルン・タイタスビル都市圏を構成している。

## 歴史
パームベイとなった地域の最初の定住者は、ティムクア族インディアンであると考えられており、一帯を流れるインディアン川とターキー・クリークの合流が産み出す野生動物、魚や貝などの豊かな天然資源、それに淡水の湧き出る泉を生活基盤としていた。
パームベイの近代の歴史は、1850年代にヨーロッパ系移民がターキー・クリーク沿いに家を建てたのが始まりとなった。当初はティルマンと呼ばれたこの開拓地は「まるでハンモックのように……ターキー・クリークの両岸に（家が連なっていて）……大半の木は松とサバルヤシで、他には砂に打ちのめされたオークの低木、幾つかの沼しかなく、その間をソーグラスとガルベリーの茂みがちらばっている」と表現された。
19世紀半ばまでに製材、食品加工場とオレンジ園があったが、1894年に鉄道が延伸されるまでの成長は緩慢だった。鉄道によって商品の流通は改善され、市場へ速やかな出荷が可能となった。
1910年から1914年の間、ティルマンの町はインディアンリバー・カトリック・コロニーと呼ばれる土地開発会社の本拠地になった。農夫たちは二期作に取り組んだものの、土壌はすぐに悪化し、開墾は失敗した。それでも残ることを選択した者により現在でも残っている最古の建物、セントジョセフ教会をミラー通り沿いに建設された。
1920年代、ターキー・クリークの河口にあるキューバサバルの樹林に囲まれたパーム湾が境界になり、町の名前をパームベイと改名した。ティルマンの実業家集団がメルボルン・ティルマン排水地区を設立し、費用をまかなうため150万ドル相当の債券を発行した。1922年からはパーム湾の西の湿気が多い土地4万エーカー (160 km²) の排水のために、総延長180マイル (290 km)、80本の運河が格子状に掘られた。この運河で洪水を防止し、湿地を農地に変えた。柑橘類の木が植えられ、冬の産品をフロリダ東海岸鉄道でアメリカ北部の市場に出荷した。債権の返済のため、農夫達は製紙会社に木材や土地を売った。1926年、浚渫機の火事や激しいハリケーンの被害でパームベイは経済的に落ち込んだ。結果的にメルボルン・ティルマン排水地区は破産した。
1959年、ジェネラル・デベロプメント・コーポレーションがポート・マラバーとよぶ大型住宅開発計画のためにパームベイの土地を買収し区画割りした。この発展に伴い、1960年1月16日に自治体化された。開発計画により市の領域が拡大されるまでの人口はわずか2,808人だった。
この時点以降、市の積極的な開発は、ジェネラル・デベロプメント・コーポレーションが主導して行われた。同社は区画を整理して通りの多くを建設し、現在も残存する家屋の多くを建設して販売し、水処理場も建設した。この水処理場は1991年に同社が破産したときに市が買い上げた。
パームベイ市は2003年から2005年の3年連続で「全米都市賞」の最終選考に残った。
2008年、元ポート・マラバー・カントリークラブがわずか30万ドルと再評価された。これは地下水に含まれるヒ素の浄化のためには1,200万ドルを必要とすると見積もられたために、基本的に「無価値」とされたためだった。
2009年度の市予算には、ジェネラル・デベロプメント・コーポレーションの管理時代から放置され、老朽化した道路の改修費用が計上されたものの、不十分な金額であった。2009年5月、道路補修のための予算を含む債権発行計画が住民投票に掛けられたが、圧倒的多数で否決された。
鳥類のフロリダカケスは、その住み処が破壊されても縄張り意識が強くて他所に移ろうとしないために、絶滅が危惧されている。2009年、ブレバード動物園が市内に残っていたカケスの家族15組をミムズにあるバック湖自然保護地域に移した。

## 地理と気候
パームベイは北緯27度59分52.52秒 西経80度40分12.03秒 / 北緯27.9979222度 西経80.6700083度に位置する。
アメリカ合衆国国勢調査局による報告では、市域全面積は66.75平方マイル (172.9 km2) で、このうち陸地が63.35平方マイル (164.8 km2) であり、水域は3.1平方マイル (8.0 km2)、水域率は4.64%である。
パームベイ市は北西部、北東部、南西部および南東部の4区画に分けられることが多く、そのそれぞれに複数の郵便番号が当てられている。最も都会化されているのは北東部である。最も田園部が残るのは南西部であり、「ザ・コンパウンド」と呼ばれる地域が入っている。この地域にはボンバルディア・レクリエーショナルプロダクツ社がある。ベイサイド湖の一部がこの地域に掛かっている。
市の一部では排水が問題点であり続けており、これはジェネラル・デベロプメント・コーポレーションから市に突然移管したときに、将来の成長や適切な排水のための計画責任が渡されたためだった。この問題は2000年以降の市の職員によって設計と建設を続けた結果で緩和されてきた。1990年代初期、市の西部にあるサッカー場や運動施設のあるパームベイ地域公園が建設された。これは市全体にわたる公園とレクリエーション地域の中では最大のものである。ターキー・クリーク・サンクチュアリは市北部にある小さな自然保護区である。

### 周辺の地理と自治体
パームベイの西にはセントジョンズ川、ソーグラス湖、ヘレン・ブレイジズ湖、インディアン・フィールズ、セントジョンズ湿地があり、オセオラ郡がある。東にはグラント・バカリア町、マルバー町とインディアン・ラグーンがある。北にはウェストメルボルン市とメルボルン市がある。南はディア・ランとセントジョンズ湿地がある。
| パームベイの気候              | パームベイの気候 | パームベイの気候 | パームベイの気候 | パームベイの気候 | パームベイの気候 | パームベイの気候 | パームベイの気候 | パームベイの気候 | パームベイの気候 | パームベイの気候 | パームベイの気候 | パームベイの気候 | パームベイの気候 |
| 月                            | 1月              | 2月              | 3月              | 4月              | 5月              | 6月              | 7月              | 8月              | 9月              | 10月             | 11月             | 12月             | 年               |
| ----------------------------- | ---------------- | ---------------- | ---------------- | ---------------- | ---------------- | ---------------- | ---------------- | ---------------- | ---------------- | ---------------- | ---------------- | ---------------- | ---------------- |
| 最高気温記録 °C （°F）        | 32 (89)          | 33 (92)          | 34 (93)          | 36 (97)          | 36 (97)          | 38 (101)         | 39 (102)         | 38 (101)         | 37 (98)          | 36 (96)          | 33 (91)          | 32 (89)          | 39 (102)         |
| 平均最高気温 °C （°F）        | 22 (72)          | 23 (73)          | 25 (77)          | 27 (81)          | 29 (85)          | 32 (89)          | 33 (91)          | 32 (90)          | 31 (88)          | 28 (83)          | 26 (78)          | 23 (73)          | 28 (82)          |
| 平均最低気温 °C （°F）        | 10 (50)          | 11 (51)          | 13 (55)          | 16 (60)          | 19 (66)          | 22 (71)          | 22 (72)          | 23 (73)          | 22 (72)          | 19 (67)          | 16 (60)          | 12 (53)          | 17 (63)          |
| 最低気温記録 °C （°F）        | −8 (17)          | −3 (27)          | −4 (25)          | 2 (35)           | 8 (47)           | 13 (55)          | 16 (60)          | 16 (60)          | 14 (58)          | 5 (41)           | −1 (30)          | −6 (21)          | −8 (17)          |
| 降水量 mm （inch）            | 63 (2.48)        | 63.2 (2.49)      | 74.2 (2.92)      | 52.8 (2.08)      | 100.1 (3.94)     | 148.1 (5.83)     | 136.7 (5.38)     | 146.8 (5.78)     | 182.9 (7.20)     | 120.9 (4.76)     | 79.2 (3.12)      | 58.7 (2.31)      | 1,226.6 (48.29)  |
| 出典：Weather.com August 2010 |                  |                  |                  |                  |                  |                  |                  |                  |                  |                  |                  |                  |                  |

## 人口動態
以下は2000年国勢調査データである。

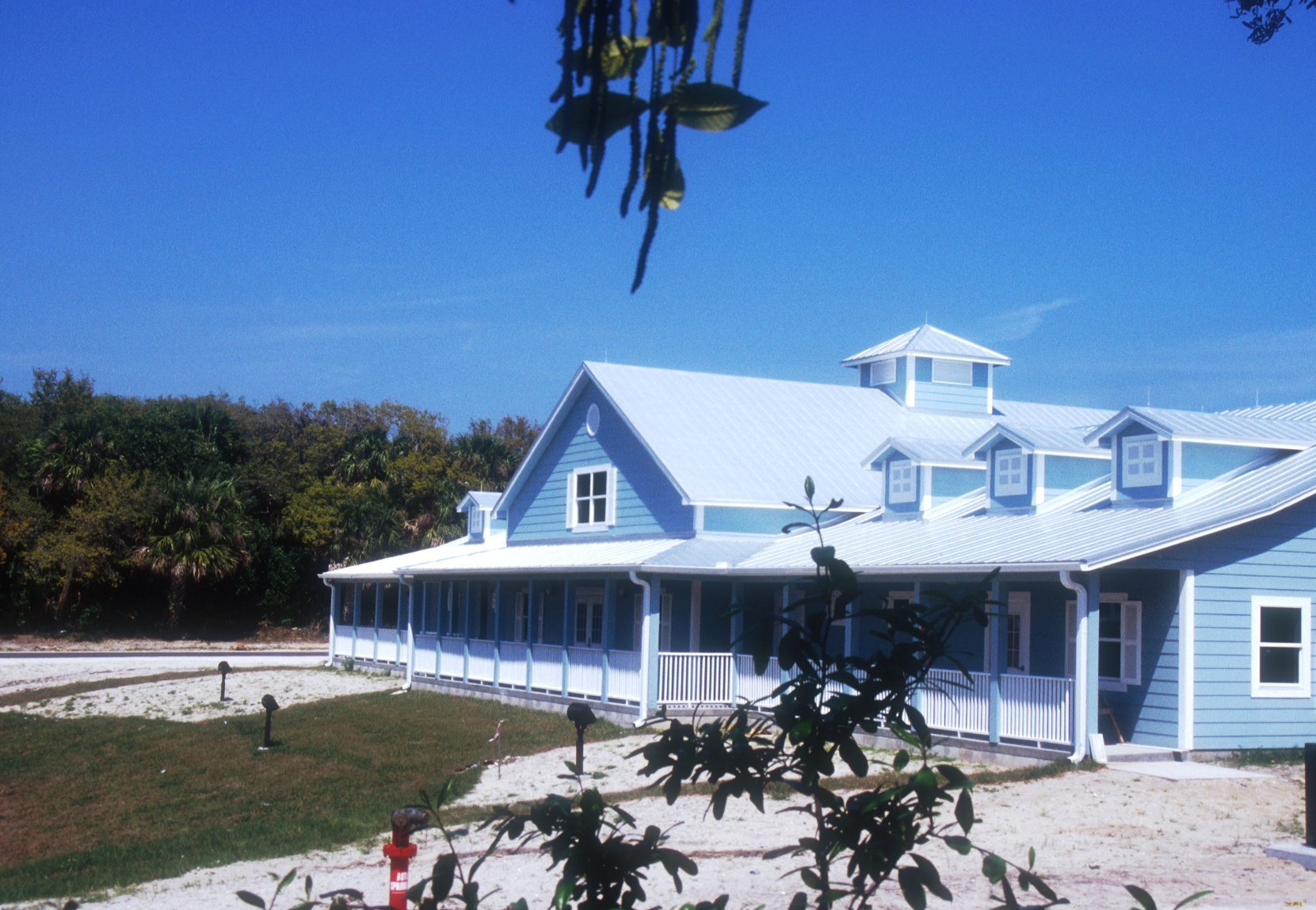
ラグーンハウス

| 基礎データ - 人口: 79,413人 - 世帯数: 30,336世帯 - 家族数: 21,781家族 - 人口密度: 481.7人/km2（1,247.7人/mi2） - 住居数: 32,902軒 - 住居密度: 199.6軒/km2（517.0/mi2） 人種別人口構成 - 白人: 77.54% - アフリカン・アメリカン: 14.31% - ネイティブ・アメリカン: 0.35% - アジア人: 1.71% - 太平洋諸島系: 0.05% - その他の人種: 2.38% - 混血: 2.66% - ヒスパニック・ラテン系: 8.63% 年齢別人口構成 - 18歳未満: 26.5% - 18-24歳: 7.6% - 25-44歳: 29.6% - 45-64歳: 21.5% - 65歳以上: 14.7% - 年齢の中央値: 37歳 - 性比（女性100人あたり男性の人口） - 総人口: 95.2 - 18歳以上: 91.4 | 世帯と家族（対世帯数） - 18歳未満の子供がいる:34.0% - 結婚・同居している夫婦: 55.0% - 未婚・離婚・死別女性が世帯主: 12.2% - 非家族世帯: 28.2% - 単身世帯: 21.8% - 65歳以上の老人1人暮らし: 8.3% - 平均構成人数 - 世帯: 2.60人 - 家族: 3.03人 収入と家計 - 収入の中央値 - 世帯: 36,508 米ドル - 家族: 41,636米ドル - 性別 - 男性: 31,060米ドル - 女性: 22,203米ドル - 人口1人あたり収入: 16,992米ドル - 貧困線以下 - 対人口: 9.5% - 対家族数: 7.1% - 18歳未満: 11.5% - 65歳以上: 8.1% |

25歳以上の市民の87.6％は高校卒以上、20.9％は学士以上の学位を持っている。
2008年の国勢調査局統計に拠れば、パームベイは全米で25番目に成長速度の速い都市となっている。

### 産業
次の企業が市内に拠点を置いている
- ハリス・コーポレーション、通信機器製造業、従業員数3,400人、パームベイキャンパスがパームベイロード沿いにある[5]
- インターシル・コーポレーション、半導体製造業、従業員数700人（2010年）
- MCアッセンブリー[6]
- DRS RSTA, Inc.、防衛産業のDRSテクノロジーズの子会社
- パームベイ病院、元パームベイ・コミュニティ病院、ヘルス・ファーストが所有

### 労働力
2007年、パームベイ市の平均労働力は49,935人だった。このうち47,542人が被雇用者、2,393人が失業者であり、失業率は4.8％だった。しかし2010年には、失業者数6,571人、失業率12.7％に上がっており、郡内でも最高になった。

### 住宅
2008年に534軒の住宅について403件の建設許可が下りた。これは2007年の739軒（739件）、2006年の1771軒（1766件）からは減少している。
2007年の住宅所得価格中央値は166,500ドルだった。

## 政治
パームベイ市は市政委員会・シティマネジャー方式を採用している。この仕組みでは選挙で選ばれた委員会の政治的指導力と、指名されたマネジャーの管理経験とを組み合わせている。あらゆる権限が選出された委員会に集中する代表制度と、公共事業の進行を監督する職業的に訓練されたマネジャーを委員会が雇用する仕組みができている。
市長と市政委員会が市政府の立法府である。その委員は地域社会の意志決定者となる。市長は委員会の会合を主催し、あらゆる儀礼的な行事では市を代表する者となる。権限は選挙で選ばれた市長と市政委員会に集中し、市の予算を承認し、税率を決め、社会の成長、土地の利用と開発、資本力の改善計画、財務および戦略的計画など長期的な課題について目標を定め計画を立てる。
パームベイ市では市憲章に従い、市政委員会は市長を含め5人の委員で構成される。シティマネジャー、市検察官および市事務官の3つの役職が憲章によって創設され、市政委員会が指名し、市政委員会に直接報告義務を負う。
シティマネジャーは市の運営に関する全ての活動に責任がある。シティマネジャー市の管理を補助し、市憲章、条令、決議、財務状態および市が適切に機能するために要求される様々な手続や政策の執行を補助する専門的スタッフを雇用する。
現市長のマチオッティは、過去に2件の刑期を勤め、公民権が回復されていないことが1999年6月に発覚して、州知事のジェブ・ブッシュから市長職を解任された。マチオッティはペンシルベニア州でマリファナを取引した容疑で27か月間連邦刑務所に入り、またカナダとの国境をこえてアンフェタミンを密輸入した容疑で有罪を宣告されていた。さらに17歳の時に強盗の逃走用自動車を運転したことも分かった。マチオッティは公民権が回復された後に、再度市政委員会選挙に出馬し当選した。2005年と2008年には対抗馬無しで市長に当選した。パームベイの市長としては最長期間を務めている。
2007年の市の課税対象固定資産評価額は58億4,000万ドルとなっている。この額は郡内で最大である。
2010年、市は市の歳入や歳出を検索できるデータベースを公開した。
2010年時点の市職員数は913人である（フルタイム相当数）。
2008年、市警察部はDNAサンプルを適切に集めることで警官に対する表彰を得た。当時このようなことを行う警察組織は世界唯一だった。

### 公共事業部
2009年時点で公共事業部は総延長545マイル (872 km) の上水道、同300マイル (480 km) の下水道、2,250か所の消火栓を管轄しており、職員数は120人である。

### 消防部
2010年で消防士の年金について財政的な問題があった。消防士は毎年平均71,100ドルを受け取り、時間外手当として5,590ドルを支給されている。彼等は28年間勤務した後で基本給を100％受け取る資格がある。
2006年、パームベイの消防士は郡内で最高の給与を受け取ることになった。2010年に平均年給が68,000ドルを超えた。この1年間で得られた追加額も退職後に有効になる。このために2010年の退職者で47歳の者が、元の給与75,540ドルに対して年金86,580ドルを受け取ることになった。

## 公衆の安全
2009年の調査ではパームベイ市の犯罪統計で400都市中の263位に位置付けられ、特に第1位の都市は最悪になっていた。統計に使われた犯罪は、殺人、強姦、強盗、加重暴力、窃盗および自動車窃盗である。

## 教育

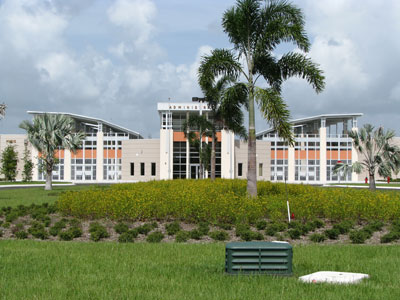
ヘリテージ高校

市内の公立学校は全てブレバード郡教育委員会が管轄している。市内には小学校11校、チャーター・スクール6校、中学校1校、高校3校（1校はメルボルン市内）がある。私立学校も3校ある。またブレバード・コミュニティ・カレッジのバームベイ・キャンパスがある。

## 交通
市内を通る主要道路は以下の通りである。
Major roads in Palm Bay include:
- 州間高速道路95号線 - 市内の東側を走っている。市内の出口はパームベイ道路とマラバー道路の2か所にある。
- アメリカ国道1号線 - 市内北東部を通っている。マラバー道路、ポートマラバー・ブールバード、ロバート・J・コンラン・ブールバード、パームベイ道路と交差している。
- フロリダ州道507号線 - 市内東部を通っている。ブレバード郡からインディアン川のフェスミア市に直接通じる道路である。パームベイ道路、ポート・マラバー・ブールバード、マラバー道路、ウェーコ・ブールバード、バルカリア道路、グラント道路、エルドロン道路、コーガン・ドライブと交差している。
- 州道514号線（マラバー道路） - 市の最東部インディアン川沿いでアメリカ国道1号線と接続し、セントジョンズ川の水源が最西端になる。パームベイ市にほとんど囲まれているマラバーの町では主要道路であり、その名前が道路についている。その西端に市役所とパームベイ地域公園がある。州間高速道路95号線、バブコック道路、ミントン道路、ダンフィリッポ・ドライブ、エマーソン・ドライブ、ジュピター・ブールバード、エルドロン・ブールバードと交差している。
- エマーソン・ドライブ、ベイサイド・レイクス・ブールバード、ボンバルディア・ブールバード - 3つの道路で大きな半月計を形成している。北端はアマドア・アベニュー、南端はザ・コンパウンドで行き止まりになっている。エマーソン・ドライブのデグルート道路近くは未舗装である。西端はサッポディラ道路である。ウィンガム・ドライブ、サッポディラ道路、デグルート道路、エルドロン・ブールバード、ウォルデン・ブールバード、ウェーコ・ブールバード、マラバー道路、ミントン道路、ジュピター・ブールバードと交差している。

デグルート道路より西の地域ではほとんどの道路が未舗装である。

## 著名な住人
- ディアン・ベル、リアリティ・テレビ番組の司会者、PBSの「Design Squad」やディスカバリーチャンネルの「Smash Lab」で知られる、パームベイ生まれ
- ゼイビアー・カーター、陸上競技のプロ選手
- ジョー・コーエン、NFLアメリカンフットボール選手、サンフランシスコ・フォーティナイナーズ
- ティア・ダニエルズ、ボクサー、3度国内チャンピオン
- デビッド・ゲワーツ、CNNのコラムニスト、サイバーテロの評論家、大統領研究者、パームベイに住んでいた時に書いた本が2008年ピューリッツァー賞候補になった
- レジー・ネルソン、NFLアメリカンフットボール選手、ジャクソンビル・ジャガーズ
- エジオ・フラゲロ、イタリア系アメリカ人オペラ歌手、バス